# 샌드린 홀트
샌드린 홀트(Sandrine Holt, 1972년 11월 19일 ~ )는 캐나다의 배우이다.

## 작품 목록
- 레지던트 이블 2
- 터미네이터 제니시스